# Лас Вегас
Лас Вегас (познат и као „Вегас", „град греха”, „град светла”, „коцкарска престоница света”, „светска престоница забаве”, „престоница других шанси ”, „светска престоница бракова”, „сребрни град”, „америчко игралиште”) један је од најпознатијих градова државе Неваде, као и Сједињених Држава. Према попису из 2020. године, Лас Вегас има 641.903 становника.
Важи за град непрестане забаве и коцке. Настао је 1905. године, а звање града је добио 1911. Најпознатија улица у Вегасу је Лас Вегас булевар, познатији као „Стрип“, дуг чак 6,4 km. У овој улици се налази највећи број казина, хотела, дискотека и ресторана. Први казино саграђен у овој улици је казино Pair-o-Dice Club, што се може превести као Пар коцкица или као Рајски Клуб.

## Географија
Лас Вегас је смештен у безводној пустињској области у округу Кларк. Окружењем доминира пустињска вегетација, а има и дивљих животиња. У овом подручју знају се десити изненадне бујице и поплаве. Омогућавање прираста у броју становништва био је главни разлог за повећање капацитета градског система за одвод отпадних вода. Ширење тог система финансирано је из фонда Америчке агенције за заштиту околине која је 2008. доделила грант за програме анализирања и прогнозирања ширења града и његовог утицаја на околину до 2019. године.
Град се налази у безводном подручју, окружен сувим планинама, а надморска висина му је око 620 m. На западу се налазе планине Спринг. Већина пејзажа је стеновита и пуна прашине. У самом граду, међутим, има пуно травњака, дрвећа и осталих зелених површина. Због проблема с изворима воде, тренутно постоји покрет који подстиче уређивање околине и вртова на начин да се смањи или елиминише потреба за додатном водом из система наводњавања. Према Америчком уреду за попис, површина града износи 340,26 km², од чега је 340 копно, а само 0.26 (0.04%) вода.

## Клима
| Клима Међународног аеродрома Макаран (Парадајс, Невада), 1981–2010 нормале, екстреми 1937–садашњост | Клима Међународног аеродрома Макаран (Парадајс, Невада), 1981–2010 нормале, екстреми 1937–садашњост | Клима Међународног аеродрома Макаран (Парадајс, Невада), 1981–2010 нормале, екстреми 1937–садашњост | Клима Међународног аеродрома Макаран (Парадајс, Невада), 1981–2010 нормале, екстреми 1937–садашњост | Клима Међународног аеродрома Макаран (Парадајс, Невада), 1981–2010 нормале, екстреми 1937–садашњост | Клима Међународног аеродрома Макаран (Парадајс, Невада), 1981–2010 нормале, екстреми 1937–садашњост | Клима Међународног аеродрома Макаран (Парадајс, Невада), 1981–2010 нормале, екстреми 1937–садашњост | Клима Међународног аеродрома Макаран (Парадајс, Невада), 1981–2010 нормале, екстреми 1937–садашњост | Клима Међународног аеродрома Макаран (Парадајс, Невада), 1981–2010 нормале, екстреми 1937–садашњост | Клима Међународног аеродрома Макаран (Парадајс, Невада), 1981–2010 нормале, екстреми 1937–садашњост | Клима Међународног аеродрома Макаран (Парадајс, Невада), 1981–2010 нормале, екстреми 1937–садашњост | Клима Међународног аеродрома Макаран (Парадајс, Невада), 1981–2010 нормале, екстреми 1937–садашњост | Клима Међународног аеродрома Макаран (Парадајс, Невада), 1981–2010 нормале, екстреми 1937–садашњост | Клима Међународног аеродрома Макаран (Парадајс, Невада), 1981–2010 нормале, екстреми 1937–садашњост |
| Показатељ \ Месец                                                                                   | .Јан.                                                                                               | .Феб.                                                                                               | .Мар.                                                                                               | .Апр.                                                                                               | .Мај.                                                                                               | .Јун.                                                                                               | .Јул.                                                                                               | .Авг.                                                                                               | .Сеп.                                                                                               | .Окт.                                                                                               | .Нов.                                                                                               | .Дец.                                                                                               | .Год.                                                                                               |
| --------------------------------------------------------------------------------------------------- | --------------------------------------------------------------------------------------------------- | --------------------------------------------------------------------------------------------------- | --------------------------------------------------------------------------------------------------- | --------------------------------------------------------------------------------------------------- | --------------------------------------------------------------------------------------------------- | --------------------------------------------------------------------------------------------------- | --------------------------------------------------------------------------------------------------- | --------------------------------------------------------------------------------------------------- | --------------------------------------------------------------------------------------------------- | --------------------------------------------------------------------------------------------------- | --------------------------------------------------------------------------------------------------- | --------------------------------------------------------------------------------------------------- | --------------------------------------------------------------------------------------------------- |
| Апсолутни максимум, °C (°F)                                                                         | 25 (77)                                                                                             | 31 (87)                                                                                             | 33 (92)                                                                                             | 37 (99)                                                                                             | 43 (109)                                                                                            | 47 (117)                                                                                            | 47 (117)                                                                                            | 47 (116)                                                                                            | 46 (114)                                                                                            | 39 (103)                                                                                            | 31 (87)                                                                                             | 26 (78)                                                                                             | 47 (117)                                                                                            |
| Средњи максимум, °C (°F)                                                                            | 20,1 (68,2)                                                                                         | 23,6 (74,5)                                                                                         | 28,6 (83,4)                                                                                         | 33,9 (93,0)                                                                                         | 38,6 (101,4)                                                                                        | 43 (109,4)                                                                                          | 44,7 (112,4)                                                                                        | 43,2 (109,7)                                                                                        | 40,3 (104,6)                                                                                        | 34,3 (93,7)                                                                                         | 26,5 (79,7)                                                                                         | 19,4 (66,9)                                                                                         | 44,9 (112,9)                                                                                        |
| Максимум, °C (°F)                                                                                   | 14,4 (58,0)                                                                                         | 16,9 (62,5)                                                                                         | 21,3 (70,3)                                                                                         | 25,7 (78,3)                                                                                         | 31,6 (88,9)                                                                                         | 37,1 (98,7)                                                                                         | 40,1 (104,2)                                                                                        | 38,9 (102,0)                                                                                        | 34,4 (94,0)                                                                                         | 27 (80,6)                                                                                           | 19,1 (66,3)                                                                                         | 13,7 (56,6)                                                                                         | 26,7 (80,1)                                                                                         |
| Минимум, °C (°F)                                                                                    | 4,1 (39,4)                                                                                          | 6,3 (43,4)                                                                                          | 9,7 (49,4)                                                                                          | 13,4 (56,1)                                                                                         | 18,8 (65,8)                                                                                         | 23,7 (74,6)                                                                                         | 27,2 (80,9)                                                                                         | 26,3 (79,3)                                                                                         | 21,7 (71,1)                                                                                         | 14,7 (58,5)                                                                                         | 8,1 (46,5)                                                                                          | 3,7 (38,7)                                                                                          | 14,8 (58,7)                                                                                         |
| Средњи минимум, °C (°F)                                                                             | −2,2 (28,0)                                                                                         | −0,8 (30,6)                                                                                         | 2,6 (36,6)                                                                                          | 6,4 (43,5)                                                                                          | 10,9 (51,7)                                                                                         | 15,4 (59,8)                                                                                         | 21,3 (70,4)                                                                                         | 20,6 (69,1)                                                                                         | 14,7 (58,4)                                                                                         | 7,7 (45,8)                                                                                          | 0,4 (32,8)                                                                                          | −2,9 (26,8)                                                                                         | −4,1 (24,7)                                                                                         |
| Апсолутни минимум, °C (°F)                                                                          | −13 (8)                                                                                             | −9 (16)                                                                                             | −7 (19)                                                                                             | −1 (31)                                                                                             | 3 (38)                                                                                              | 9 (48)                                                                                              | 13 (56)                                                                                             | 12 (54)                                                                                             | 6 (43)                                                                                              | −3 (26)                                                                                             | −9 (15)                                                                                             | −12 (11)                                                                                            | −13 (8)                                                                                             |
| Количина падавинаmm (in)                                                                            | 13,7 (0,54)                                                                                         | 19,3 (0,76)                                                                                         | 11,2 (0,44)                                                                                         | 3,8 (0,15)                                                                                          | 3 (0,12)                                                                                            | 1,8 (0,07)                                                                                          | 10,2 (0,40)                                                                                         | 8,4 (0,33)                                                                                          | 6,4 (0,25)                                                                                          | 6,9 (0,27)                                                                                          | 9,1 (0,36)                                                                                          | 12,7 (0,50)                                                                                         | 106,4 (4,19)                                                                                        |
| Дани са падавинама (≥ 0.01 in)                                                                      | 3,1                                                                                                 | 4,0                                                                                                 | 2,9                                                                                                 | 1,6                                                                                                 | 1,2                                                                                                 | 0,6                                                                                                 | 2,5                                                                                                 | 2,6                                                                                                 | 1,6                                                                                                 | 1,7                                                                                                 | 1,7                                                                                                 | 3,0                                                                                                 | 26,5                                                                                                |
| Релативна влажност, %                                                                               | 45,1                                                                                                | 39,6                                                                                                | 33,1                                                                                                | 25,0                                                                                                | 21,3                                                                                                | 16,5                                                                                                | 21,1                                                                                                | 25,6                                                                                                | 25,0                                                                                                | 28,8                                                                                                | 37,2                                                                                                | 45,0                                                                                                | 30,3                                                                                                |
| Сунчани сати — месечни просек                                                                       | 245,2                                                                                               | 246,7                                                                                               | 314,6                                                                                               | 346,1                                                                                               | 388,1                                                                                               | 401,7                                                                                               | 390,9                                                                                               | 368,5                                                                                               | 337,1                                                                                               | 304,4                                                                                               | 246,0                                                                                               | 236,0                                                                                               | 3.825,3                                                                                             |
| Сунчано време — месечни проценти                                                                    | 79                                                                                                  | 81                                                                                                  | 85                                                                                                  | 88                                                                                                  | 89                                                                                                  | 92                                                                                                  | 88                                                                                                  | 88                                                                                                  | 91                                                                                                  | 87                                                                                                  | 80                                                                                                  | 78                                                                                                  | 86                                                                                                  |
| Извор: NOAA (relative humidity, dew point and sun 1961–1990)                                        | | | | | | | | | | | | | |

## Историја
На месту где се данас налази Лас Вегас 1830. године није становало више од 50 особа. Колонизатори су претворили ово мало место у пустињи у оазу. Године 1850. овде се доселио Вилијам Брингхерст, следбеник духовног вође мормона Бригама Јанга. Мормони, међутим, нису имали много успеха у покушају да развију ову област. До почетка 20. века овде се налазило само једно утврђење.
Као што се десило са многим градовима Средњег запада у Америци, до напретка ове области дошло је тек након изградње железнице. Лас Вегас почиње да се развија када је, почетком 20. века, компанија Јунион Пацифик Роуд монтирала железничке шине у смеру западне обале. Године 1936, код реке Колорадо, која се налази 48 km јужно од Лас Вегаса, направљено је вештачко језеро Хувер, а као резултат тога настало је и језеро Мид. Током овог периода створен је план о развитку града. Лас Вегас је познат као рај за коцкаре тек од 1946. када је изграђен први интернационални хотел у булевару Стрип.
Доласком познатог бизнисмена Хауарда Хјуза крајем 1960-их, који је купио многе казино-хотеле, као и појавом радијских и ТВ-станица у граду, легитимне корпорације такође су почеле куповати касина, а федералне власти истерале су мафију из града током неколико идућих година. Константну туристичку „доларску струју“ од казина и хотела увећао је нови извор савезног новца. Тај новац стизао је од оснивања оног што је данас ваздухопловна база Нелис. Прилив војног особља и ловаца на послове у казинима помогао је настанку бума у грађевинарству и изградњи, који се данас ипак мало смањио.
Иако је Макао престигао Лас Вегас по приходима од коцкања, ипак ово подручје остаје једно од водећих свјетских одредишта за забаву.
Лас Вегас је оаза у пустињи Мохаве, али туристи не долазе овде због природе. Напротив, оно што их привлачи је вештачки свет казина и ноћних клубова, осветљених хиљадама светала. Фантастична неонска светла и масивне зграде, које се могу видети још из авиона, одушевљавају посетиоце и привлаче хиљаде клијената у казина и локале. Израчунато је да је 39.727.022 посетиоца, оставило у рају за коцкаре, приближно 9,4 милијарде долара (цела Кларк област).
Казина су отворена даноноћно, а улаз је бесплатан. Забавни програм почиње око 20 сати са тзв. динер шоуом, док информациони шалтери пружају детаљне информације о свим врстама забаве у граду. Посетиоци казина могу опробати своју срећу на аутоматима, видео-покеру, блек-џеку, бакари и рулету, или могу једноставно посматрати друге играче. Ноћни клубови нуде други вид забаве за оне који нису љубитељи коцке. Прво место међу клубовима свакако заузимају џентлмен клубови, чије особље чине искључиво жене, одевене веома оскудно. Лас Вегас је и град кабареа, званих комеди клабс, као и великог броја других ноћних клубова са музиком уживо. У сваком од њих оркестар свира различите музичке жанрове како би се публика што разноврсније забављала и трошила новац. Ноћни барови привлаче најразноврсније посетиоце. Неки нуде уметнички програм својих забављача, други се могу похвалити богатим асортиманом ледених коктела, великим бројем столова за билијар и спортским телевизијским програмима.

## Демографија
Према попису становништва из 2010. у граду је живело 596.494 становника, што је 117.990 становника више него 2000. године.
|                   | 2010.            | 2000.            |
| Укупно            | 583 756 (100,0%) | 478 434 (100,0%) |
| Белци             | 279 703 (47,91%) | 277 704 (58,04%) |
| Хиспаноамериканци | 183 859 (31,50%) | 112 962 (23,61%) |
| Афроамериканци    | 64 858 (11,11%)  | 49 570 (10,36%)  |
| Азијати           | 35 620 (6,102%)  | 22 879 (4,782%)  |
| Остали            | 19 716 (3,377%)  | 15 319 (3,202%)  |

## Партнерски градови
- Ансан
- Чеџу
- Леон
- Хулудао
- Пукет
- Перник
- Памукале

## Знамените личности
- Андре Агаси, (тенисер)
- Џена Џејмсон, (глумица)